# فلافيو أورتيغا
فلافيو أورتيغا (1944 بساو باولو في البرازيل - 6 فبراير 2007 بسان بيدرو سولا في هندوراس) هو مدرب كرة قدم ولاعب كرة قدم برازيلي في مركز الهجوم. لعب مع ريال إسبانيا ونادي فلومينينسي ونادي ماراثون وC.D. Verdún ‏ ونادي لويس أنخيل فيربو.

## وصلات خارجية
- فلافيو أورتيغا على موقع الاتحاد الدولي (مؤرشف)  (الإنجليزية)